# والنسیا (فیلم ۱۹۲۶)
والنسیا (انگلیسی: Valencia) فیلمی در ژانر رمانتیک است که در سال ۱۹۲۶ منتشر شد. از بازیگران آن می‌توان به مای مورای و لوید هیوز اشاره کرد.